# Actocetor margaritatus
Actocetor margaritatus är en tvåvingeart som beskrevs av Christian Rudolph Wilhelm Wiedemann 1830. Actocetor margaritatus ingår i släktet Actocetor och familjen vattenflugor. Inga underarter finns listade i Catalogue of Life.